# Giovanni Marchese (ciclista)
Giovanni Marchese (Verolengo, 30 novembre 1889 – Torino, 13 novembre 1954) è stato un ciclista su strada italiano, professionista dal 1908 al 1927.

## Carriera
Corridore degli anni 1910, ottenne il suo miglior risultato alla Milano-Sanremo del 1910, con il terzo posto. Concluse il Giro d'Italia 1909 al decimo posto e l'edizione successiva all'ottavo posto. 

## Piazzamenti

### Grandi Giri
- Giro d'Italia

1909: 10º
1910: 8º
1913: ritirato
1919: 15º
- Tour de France

1909: non partito (3ª tappa)

### Classiche monumento
- Giro di Lombardia

1909: 63º
1911: 47º
1918: 13º
- Milano-Sanremo

1909: 30º
1910: 3º
1912: 36º
1915: 17º
1927: 62º